# Alejandro Falla
Alejandro Falla Ramírez (ur. 14 listopada 1983 w Cali) – kolumbijski tenisista, reprezentant kraju w Pucharze Davisa, olimpijczyk z Londynu (2012).

## Kariera tenisowa
Falla rozpoczął naukę grę w tenisa w wieku 6 lat pod okiem ojca, który aktualnie jest trenerem tenisa w akademii w Naples na Florydzie. Jako junior wygrał w roku 2001, wspólnie z Carlosem Salamancą, turniej Rolanda Garrosa w grze podwójnej. Dysponuje silnym, leworęcznym serwisem oraz ofensywną grą z głębi kortu.
Zawodowym tenisistą był w latach 2001–2018.
Falla w cyklu ATP Challenger Tour wygrał 11 turniejów w grze pojedynczej. W zawodach kategorii ATP World Tour w lipcu 2013 roku awansował do finału w Bogocie, gdzie uległ Ivo Karloviciowi. W czerwcu 2014 roku Falla osiągnął finał w Halle, w którym nie sprostał Rogerowi Federerowi.
W grze podwójnej Kolumbijczyk w lutym 2011 roku doszedł razem z Xavierem Malisse do finału zawodów ATP World Tour w San Jose. Mecz finałowy przegrali z parą Scott Lipsky-Rajeev Ram 4:6, 6:4, 8–10.
Reprezentant Kolumbii w Pucharze Davisa, z bilansem 22 zwycięstw i 10 porażek w singlu oraz 9 zwycięstw i 7 porażek deblu.
W 2012 roku Falla zagrał na igrzyskach olimpijskich w Londynie w konkurencji gry pojedynczej. Odpadł z rywalizacji w pierwszej rundzie pokonany przez Rogera Federera.
W rankingu gry pojedynczej Falla najwyżej był na 48. miejscu (16 lipca 2012), a w klasyfikacji gry podwójnej na 130. pozycji (3 sierpnia 2009).

### Finały w turniejach ATP World Tour
| Nazwa                       |
| --------------------------- |
| Wielki Szlem                |
| Igrzyska olimpijskie        |
| ATP World Tour Finals       |
| ATP World Tour Masters 1000 |
| ATP World Tour 500          |
| ATP World Tour 250          |

#### Gra pojedyncza (0–2)
| Końcowy wynik | Nr | Data            | Turniej | Nawierzchnia | Przeciwnik    | Wynik finału   |
| ------------- | -- | --------------- | ------- | ------------ | ------------- | -------------- |
| Finalista     | 1. | 21 lipca 2013   | Bogota  | Twarda       | Ivo Karlović  | 3:6, 6:7(4)    |
| Finalista     | 2. | 15 czerwca 2014 | Halle   | Trawiasta    | Roger Federer | 6:7(2), 6:7(3) |

#### Gra podwójna (0–1)
| Końcowy wynik | Nr | Data           | Turniej  | Nawierzchnia  | Partner        | Przeciwnicy             | Wynik finału   |
| ------------- | -- | -------------- | -------- | ------------- | -------------- | ----------------------- | -------------- |
| Finalista     | 1. | 13 lutego 2011 | San José | Twarda (hala) | Xavier Malisse | Scott Lipsky Rajeev Ram | 4:6, 6:4, 8–10 |